# Lionel Belmore
Lionel Belmore (Wimbledon, 12 maggio 1867 – Woodland Hills, 30 gennaio 1953) è stato un attore e regista inglese che lavorò a lungo per il cinema negli Stati Uniti sin dai tempi del muto.

## Biografia
Nato nel Surrey, cominciò a recitare in teatro, dove lavorò anche come regista. Dal 1899 fino a metà degli anni dieci, il suo nome appare regolarmente negli spettacoli di Broadway.
Si avvicinò al cinema nel 1911 e diventò uno dei caratteristi più noti, girando nella sua carriera quasi duecento film. Ne diresse una quindicina, tutti girati negli anni dieci. Firmò anche una sceneggiatura.
Nel film Gli allegri eroi (1935) con Stanlio & Ollio, Lionel Balmore è un fabbro che sta battendo un'incudine, producendo la famosa musichetta della "Canzone del Cucù", proprio mentre arrivano i due comici in scena.
Morì il 30 gennaio 1953. Venne sepolto al Pierce Brothers Valhalla Memorial Park a North Hollywood.

## Filmografia

### Attore

#### 1914
- Taken by Storm, regia di James Young (1914)

#### 1915
- West Wind, regia di Lionel Belmore (1915)
- The Greater Will, regia di Harley Knoles (1915)

#### 1917
- Shame, regia di John W. Noble (1917)

#### 1918
- The Beautiful Mrs. Reynolds, regia di Arthur Ashley (1918)
- His Royal Highness, regia di Carlyle Blackwell (1918)
- The Wasp, regia di Lionel Belmore (1918)
- Wanted: A Mother, regia di Harley Knoles (1918)
- Leap to Fame, regia di Carlyle Blackwell (1918)
- Maid Wanted, regia di Eddie Lyons e Lee Moran (1918)

#### 1920
- Duds, regia di Thomas R. Mills (1920)
- The Strange Boarder, regia di Clarence G. Badger (1920)
- Il fantasma nella tempesta (Jes' Call Me Jim), regia di Clarence G. Badger (1920)
- Milestones, regia di Paul Scardon (1920)
- Madame X, regia di Frank Lloyd (1920)
- The Man Who Had Everything, regia di Alfred E. Green (1920)
- The Great Lover, regia di Frank Lloyd (1920)
- Godless Men, regia di Reginald Barker (1920)
- Guile of Women, regia di Clarence G. Badger (1920)

#### 1921
- A Shocking Night, regia di Eddie Lyons, Lee Moran (1921)
- Courage, regia di Sidney Franklin (1921)
- The Sting of the Lash, regia di Henry King (1921)
- Moonlight Follies, regia di King Baggot (1921)
- Two Minutes to Go, regia di Charles Ray (1921)

#### 1922
- The Barnstormer, regia di Charles Ray (1922)
- The World's Champion, regia di Philip E. Rosen (1922)
- Come polvere (Kindred of the Dust), regia di Raoul Walsh (1922)
- Iron to Gold, regia di Bernard J. Durning (1922)
- Head over Heels, regia di Paul Bern e Victor Schertzinger (1922)
- Il cavalier Uragano (The Galloping Kid), regia di Nat Ross (1922)
- The Kentucky Derby, regia di King Baggot (1922)
- Oliviero Twist (Oliver Twist), regia di Frank Lloyd (1922)
- Enter Madame, regia di Wallace Worsley (1922)
- Peg del mio cuore (Peg o' My Heart), regia di King Vidor (1922)

#### 1923
- Jazzmania, regia di Robert Z. Leonard (1923)
- Quicksands, regia di Jack Conway (1923)
- L'onestà vittoriosa (Within the Law), regia di Frank Lloyd (1923)
- Railroaded, regia di Edmund Mortimer (1923)
- Red Lights, regia di Clarence G. Badger (1923)
- Forgive and Forget, regia di Howard M. Mitchell (1923)
- Senti, amore mio (The Three Ages), regia di Buster Keaton e Edward F. Cline (1923)

#### 1924
- A Lady of Quality, regia di Hobart Henley (1924)
- A Fool's Awakening, regia di Harold M. Shaw (1924)
- Try and Get It, regia di Cullen Tate (1924)
- A Boy of Flanders, regia di Victor Schertzinger (1924)
- Racing Luck, regia di Herman C. Raymaker (1924)
- The Sea Hawk
- The Man Who Fights Alone, regia di Wallace Worsley (1924)
- The Silent Watcher

#### 1925
- Eve's Secret, regia di Clarence G. Badger (1925)
- La voce del sangue (Never the Twain Shall Meet ), regia di Maurice Tourneur (1925)
- Without Mercy, regia di George Melford (1925)
- The Storm Breaker
- Madame Behave

#### 1926
- Stop, Look and Listen
- Il corvo (The Blackbird), regia di Tod Browning (1926)
- The Checkered Flag
- Shipwrecked, regia di Joseph Henabery (1926)
- The Dice Woman, regia di Edward Dillon (1926)
- Speeding Through, regia di Bertram Bracken (1926)
- Bardelys il magnifico (Bardelys the Magnificent), regia di King Vidor (1926)
- The Return of Peter Grimm, regia di Victor Schertzinger (1926)
- The Return of Grey Wolf, regia di Jack Rollens (1926)
- Oh Billy, Behave, regia di Grover Jones (1926)

#### 1927
- Wide Open
- Winners of the Wilderness, regia di W. S. Van Dyke (1927)
- Tua moglie ad ogni costo (The Demi-Bride), regia di Robert Z. Leonard (1927)
- Il re dei re (The King of Kings), regia di Cecil B. DeMille (1927)
- The Tender Hour, regia di George Fitzmaurice (1927)
- The Missing Link, regia di Charles Reisner (1927)
- The Sunset Derby
- Topsy and Eva
- Roaring Fires
- Il principe studente (The Student Prince in Old Heidelberg), regia di Ernst Lubitsch, John M. Stahl (1927)
- Padre (Sorrell and Son) regia di Herbert Brenon (1927)

#### 1928
- The Wife's Relations
- Run, Girl, Run
- Rose-Marie
- Il teatro di Minnie (The Matinee Idol), regia di Frank Capra (1928)
- The Play Girl
- The Good-Bye Kiss
- Problemi di cuore (Heart Trouble), regia di Harry Langdon e Arthur Ripley (1928)
- The Circus Kid

#### 1929
- The Yellowback, regia di Jerome Storm (1929)
- Stark Mad
- The Redeeming Sin, regia di Howard Bretherton (1929)
- From Headquarters, regia di Howard Bretherton (1929)
- Lo spettro verde (The Unholy Night), regia di Lionel Barrymore (1929)
- The Doll Shop, regia di Sammy Lee - cortometraggio (1929)
- Evidence, regia di John G. Adolfi (1929)
- L'isola del diavolo (Condemned), regia di Wesley Ruggles (1929)
- Il principe consorte (The Love Parade), regia di Ernst Lubitsch (1929)
- Il tenente di Napoleone (Devil-May-Care), regia di Sidney Franklin (1929)

#### 1930
- Ecco l'amore! (Love Comes Along), regia di Rupert Julian (1930)
- Vertigine del lusso (Playing Around), regia di Mervyn LeRoy (1930)
- La fanciulla di Saint Cloud (Captain of the Guard), regia di John S. Robertson, Pál Fejös (1930)
- Le spectre vert
- Amor gitano (The Rogue Song), regia di Lionel Barrymore e, non accreditato, Hal Roach (1930)
- L'isola dell'inferno (Hell's Island), regia di Edward Sloman (1930)
- Sweet Kitty Bellairs, regia di Alfred E. Green (1930)
- Monte Carlo, regia di Ernst Lubitsch (1930)
- River's End
- The Boudoir Diplomat, regia di Malcolm St. Clair, John M. Stahl (1930)

#### 1931
- Kiss Me Again
- Una notte celestiale
- Ten Nights in a Barroom, regia di William A. O'Connor
- La piccola amica (Daybreak), regia di Jacques Feyder (1931)
- A Woman of Experience
- Alexander Hamilton
- La bolgia dei vivi (Shanghaied Love), regia di George B. Seitz (1931)
- The Great Junction Hotel
- Frankenstein, regia di James Whale (1931)
- L'isola della perdizione
- Hollywood Halfbacks

#### 1932
- Police Court
- Bovary moderna (Vanity Fair), regia di Chester M. Franklin
- So Big!, regia di William A. Wellman (1932)
- Rule 'Em and Weep
- The Engineer's Daughter; or, Iron Minnie's Revenge
- The Man Called Back
- Malay Nights
- Il segno della croce

#### 1933
- Cavalcata (Cavalcade), regia di Frank Lloyd (1933)
- Il vampiro
- Oliver Twist
- The Constant Woman
- La disfatta delle amazzoni (The Warrior's Husband), regia di Walter Lang (1933)
- La strana realtà di Peter Standish (Berkeley Square), regia di Frank Lloyd (1933)
- Meet the Baron
- Susanna (I Am Suzanne!), regia di Rowland V. Lee (1933)
- Partita a quattro (Design for Living), regia di Ernest Lubitsch (1933)
- The Constant Wife

#### 1934
- Stingari il bandito sentimentale
- Range Riders
- Il conte di Montecristo
- Jane Eyre l'angelo dell'amore
- Gli amori di Benvenuto Cellini
- Carovane
- Cleopatra, regia di Cecil B. De Mille (1934)
- Red Morning

#### 1935
- Il conquistatore dell'India, regia di  (1934)
- Davide Copperfield
- Vanessa: Her Love Story
- Il cardinale Richelieu (Cardinal Richelieu), regia di Rowland V. Lee (1935)
- Allegri eroi
- I tre moschettieri (The Three Musketeers), regia di Rowland V. Lee
- Dressed to Thrill
- La tragedia del Bounty (Mutiny on the Bounty), regia di Frank Lloyd
- Atterraggio forzato
- Hitch Hike Lady

#### 1936
- Lord Fauntleroy
- Un bacio al buio
- Master Will Shakespeare
- L'angelo bianco (The White Angel), regia di William Dieterle (1936)
- Maria di Scozia
- Il re dei pellirosse

#### 1937
- La vergine di Salem
- The Romance of Robert Burns
- Il principe e il povero (The Prince and the Pauper), regia di William Dieterle e William Keighley (1937)
- La via dell'impossibile
- Alla conquista dei dollari
- Avventura a mezzanotte
- Thoroughbreds Don't Cry

#### 1938
- La leggenda di Robin Hood
- Un vagabondo alla corte di Francia
- Servizio di lusso (Service de Luxe), regia di Rowland V. Lee (1938)
- The Declaration of Independence
- Pie à la Maid

#### 1939
- Il figlio di Frankenstein
- I pionieri della costa d'oro
- Il dominatore del mare
- L'usurpatore
- Notre Dame

#### 1940
- Figlio figlio mio!
- Non sono una spia
- Diamond Frontier
- The Son of Monte Cristo

#### 1942/1943/1945
- Il terrore di Frankenstein
- Per sempre e un giorno ancora
- Il capitano di Koepenick (I Was a Criminal), regia di Richard Oswald (1945)

### Regista
- Hope Foster's Mother (1914)
- The Old Flute Player (1914)
- Out of the Past (1914)
- In the Latin Quarter (1915)
- The Silent Plea (1915)
- The Quality of Mercy (1915)
- His Bunkie (1915)
- From the Dregs (1915)
- West Wind (1915)
- The Ruling Power (1915)
- Britton of the Seventh (1916)
- The Supreme Sacrifice (1916)
- Billie's Mother (1916)
- The Wasp (1918)

### Sceneggiatore
- The Girl Who Might Have Been (1915)

### Film o documentari dove appare Lionel Belmore
- Screen Snapshots, Series 4, No. 5
- MGM Parade
- The Big Parade of Comedy
- Horrible Horror
- Cinemassacre's Monster Madness
- Bat Wings